# Srebrny ołtarz darłowski

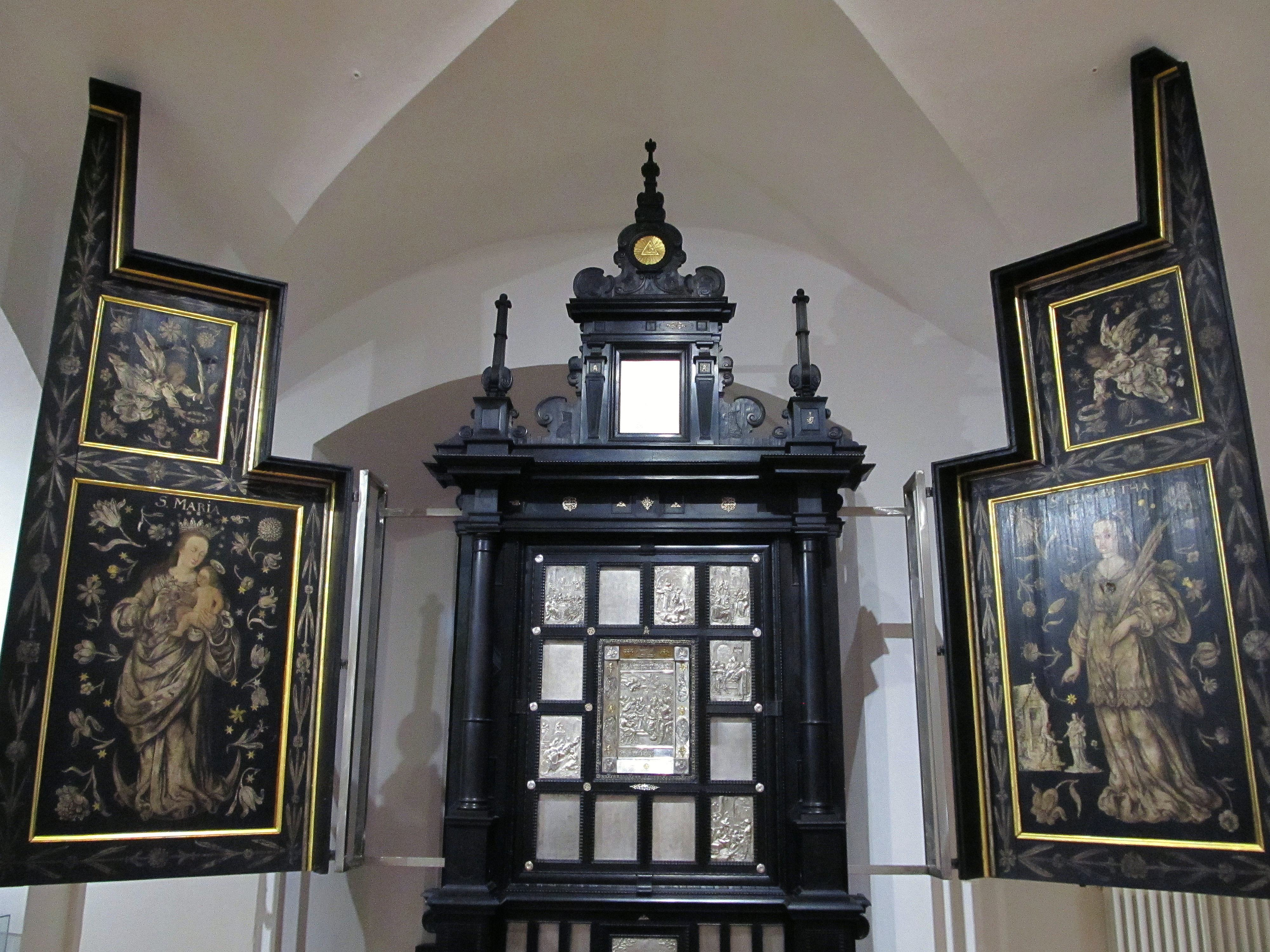
Srebrny ołtarz darłowski wraz z obrazami z jego skrzydeł na ekspozycji w muzeum słupskim w 2019 r.

Srebrny ołtarz darłowski – manierystyczny ołtarz powstały w I poł. XVII w. z fundacji książąt pomorskich Filipa II szczecińskiego oraz Bogusława XIV i jego żony Elżbiety. Jedno z najcenniejszych dzieł sztuki na Pomorzu.

## Historia ołtarza
Historia późniejszego ołtarza darłowskiego zaczęła się w roku 1606, gdy książę szczeciński Filip II zamówił u swego złotnika Johannesa Körvera zespół 27 plakiet ze srebrnej blachy z przedstawieniami scen biblijnych, wzorowanych m.in. na miedziorytach Hendricka Goltziusa. Körver w ciągu roku ukończył większość z nich, jednakże umarł przed pełną realizacją zadania u schyłku 1607 r. Po kilkuletniej przerwie prace podjął najpierw Zacharias Lencker, a po nim jego ojciec Christoph Lencker, ale obaj zmarli wkrótce po przyjęciu zlecenia, dlatego ostatnie plakiety ukończył inny złotnik, przypuszczalnie Johannes Vos, przed 1617. W 1636 r. ówczesny książę Bogusław XIV, dziedziczący plakiety, postanowił wraz z żoną Elżbietą na ich bazie ufundować ołtarz do nowo tworzonej kaplicy w zamku w Darłowie i zlecił wykonanie drewnianej nastawy ołtarzowej stolarzowi Esaiasowi Heppowi. W 1806 ołtarz przeniesiono do darłowskiego kościoła Mariackiego. 
W 1944 r., w związku ze zbliżającym się frontem, srebrne plakiety zdemontowano i ukryto. Po wojnie odnaleziono tylko 8 z nich, reszta zaginęła. Zachowały się także drewniane elementy ołtarza, pozostawione w świątyni, później przekazane do Muzeum Pomorza Środkowego w Słupsku. Z kolei srebrne plakiety trafiły do Muzeum Narodowego w Warszawie, które w roku 1967 oddało je w depozyt muzeum słupskiemu. Od 2005 do 2008 elementy ołtarza będące w dyspozycji słupskiego Muzeum Pomorza Środkowego konserwowano, a następnie łączono i w 2008 częściowo zrekonstruowany ołtarz wyeksponowano na stałej wystawie tej placówki.

## Opis ołtarza
Ołtarz tryptykowy, wysokości 309 cm i szerokości 156 cm, wykonano z drewna dębowego, pokrytego okładziną z hebanu. Składa się on z predelli, nastawy ołtarzowej i zwieńczenia. Wszystkie te elementy zdobione były srebrnymi ozdobami: 27 plakietami różnej wielkości i 120 drobnymi, częściowo złoconymi aplikacjami, które przedstawiały m.in. główki aniołów i kwiaty. Z aplikacji zachowało się 28 sztuk (przy czym większość z nich powstała później, po 1720 r., a przed 1945, jako zamienniki zagubionych oryginalnych), reszta zaginęła jeszcze przed II wojną światową. Ponadto w zwieńczeniu ołtarza znajdował się tuzin rzeźb apostołów wysokości 15 cm, wykonanych z alabastru (zostały one później usunięte, gdyż nie ma ich na przedwojennych ilustracjach ołtarza, fragmenty tych figurek były w powojennej kolekcji szczecińskiego Muzeum Zamku Książąt Pomorskich). W szczycie ołtarza było oko opatrzności otoczone złotą glorią. W każde z dwóch skrzydeł nastawy ołtarzowej wkomponowano płyciny z trzema dwustronnymi obrazami malowanymi na deskach. Największy obraz jest w środkowej części - w lewym skrzydle przedstawia on na stronie wewnętrznej św. Marię z Dzieciątkiem, a na zewnętrznej scenę Zwiastowania, w prawym skrzydle odpowiednio: św. Elżbietę i narodzenie Jezusa. Nad i pod nimi umieszczono po mniejszym obrazie, od strony zewnętrznej z portretem jednego z czterech Ewangelistów, a od wewnętrznej z postacią anioła, przy czym para dolna nie zachowała się. 
Płaskorzeźbione sceny na srebrnych plakietach wykonano techniką repusowania i cyzelowania. W zwieńczeniu była tylko jedna plakieta, ale za to największa ze wszystkich (30x21 cm). Przedstawiała Dawida grającego na harfie i była wzorowana na rysunku Hansa Rottenhammera. Zaginęła podczas wojny. W nastawie 12 plakietek z wyobrażeniami różnych epizodów Pasji otaczało centralnie ulokowaną większą plakietę z Pokłonem Trzech Króli (24x18 cm). Ta ostatnia zachowała się, podobnie jak sześć mniejszych. 13 sztuk zamontowano na przedniej stronie predelli, w tym jedną dużą (18x21cm) ze sceną chrztu Jezusa, jedyną, która przetrwała do dziś, a po jej obu bokach po sześć mniejszych z postaciami apostołów. 
Zarówno srebrne plakiety, jak i sam ołtarz reprezentują styl manierystyczny.  Ołtarz darłowski zaliczany jest do jednych z najcenniejszych dzieł sztuki na Pomorzu.
Ołtarzowi darłowskiemu poświęcona jest monografia: Szymczak D., 2007: Srebrny Ołtarz Darłowski. Wydawnictwo: Muzeum Pomorza Środkowego, Słupsk.